# Коробки (Брянська область)
Коробки (рос. Коробки) — селище в Дубровському районі Брянської області Російської Федерації.
Населення становить 0 осіб. Входить до складу муніципального утворення Пеклинське сільське поселення.

## Історія
Від 2005 року входить до складу муніципального утворення Пеклинське сільське поселення.

## Населення
| 2010 | 2013 |
| ---- | ---- |
| 0    | →0   |